# Richerenches
Richerenches är en kommun i departementet Vaucluse i regionen Provence-Alpes-Côte d'Azur i sydöstra Frankrike. Kommunen ligger i kantonen Valréas som tillhör arrondissementet Avignon. År 2022 hade Richerenches 539 invånare.

## Befolkningsutveckling
Antalet invånare i kommunen Richerenches
| Referens: INSEE |